# The Sound of Summer
The Sound of Summer är ett samlingsalbum av Acid House Kings, utgivet i Filippinerna 2000 av Universal Records på CD.

## Låtlista
Alla låtar är skrivna av Acid House Kings. Låtarna 3, 5, 7-8, 11-12 är tagna från studioalbumet Pop, Look and Listen! (1992), låtarna 1-2, 4, 9 och 14 från EP:n Monaco G.P. (1994), låtarna 6 och 10 från den japanska utgåvan av Advantage Acid House Kings (1997). Låt 13 är tidigare outgiven.
1. "Can You Tell Me It's Over?"
2. "I Didn't Think Your Kiss Would Affect Me"
3. "Song of the Colour Red"
4. "Summerdays"
5. "Mrs. Green"
6. "Paris"
7. "Your Favourite Flower"
8. "Autumn Afternoon"
9. "Wonder"
10. "A Lover's Weekend"
11. "Adorable"
12. "Sadly I'm Never Loved"
13. "One Two Three Four"
14. "The Boy Still Dreams"

## Personal
- Lukas Möllersten - omslagsdesign

### Fotnoter
1. 1 2  ”The Sound of Summer”. Discogs.com. http://www.discogs.com/Acid-House-Kings-The-Sound-Of-Summer/release/1157004. Läst 2 mars 2012.